# Clystea eliza
Clystea eliza är en fjärilsart som beskrevs av Klages 1906. Clystea eliza ingår i släktet Clystea och familjen björnspinnare. Inga underarter finns listade i Catalogue of Life.